# Slava Raškaj
Slava Raškaj (pronunciado Slava Rashkay) (2 de enero de 1877 - 29 de marzo de 1906) fue una pintora croata , considerada como la mejor acuarelista croata de finales del siglo XIX y principios del siglo XX.  Sorda desde su nacimiento, Raškaj estudió en Viena y Zagreb , donde su mentora fue la reconocida pintora croata Bela Čikoš Sesija .  En la década de 1890, sus obras fueron exhibidas en toda Europa, incluso en la Expo 1900 en París .  
Cuando cumplió veinte años, Raškaj fue diagnosticada con depresión aguda y fue institucionalizada durante los últimos tres años de su vida antes de morir en 1906 por tuberculosis en Zagreb.  El valor de su trabajo fue en gran parte pasado por alto por los historiadores del arte en las décadas siguientes, pero a finales de los años 90 y principios de los 2000, el interés en su trabajo se reavivó. 

## Biografía
Raškaj nació como Friderika Slavomira Olga Raškaj el 2 de enero de 1877 en una familia de clase media (su madre Olga dirigía la oficina de correos local, que era en ese momento una posición administrativa prestigiosa) en la ciudad de Ozalj en la actual Croacia (en ese momento en el Reino de Croacia-Eslavonia , una subdivisión dentro de Austria-Hungría ).   A Olga le gustaba pintar en su tiempo libre y transmitió su amor por las artes muy temprano a sus hijas Slava y Paula (Paula más tarde trabajó como maestra de escuela en Orahovica y también continuó pintando de manera casual en la edad adulta). Cuando ella tenía ocho años, Raškaj fue enviada a Viena para inscribirse en una escuela para personas sordas donde aprendió a dibujar.  Sus dibujos de ese período representan principalmente moldes de esculturas clásicas dibujadas con lápiz o tinta (dos de estos dibujos sobrevivieron y se exhiben en el Museo de la Escuela Croata en la Plaza de la República de Croacia en Zagreb ).   Durante su estancia en Viena, también aprendió alemán y francés, y en los últimos años pasó a las técnicas de acuarela y gouache antes de regresar a Ozalj en 1893. 
A su regreso, el maestro de escuela local Ivan Muha-Otoić notó su talento artístico e instó a sus padres a enviarla a Zagreb para recibir más clases de arte en el taller del reconocido pintor Vlaho Bukovac en 1895 (ya que Bukovac era amigo de Muha-Otoić) .  Una vez en Zagreb, Bukovac se negó a ayudarla, pero luego Bela Čikoš Sesija la acogió y comenzó a instruirla en su propio estudio en 1896.  Pasó los siguientes años trabajando con Sesija: vivía en lo que entonces era el Instituto Estatal para Niños Zemaljski zavod za odgoj gluhonijeme djece ( Zemaljski zavod za odgoj gluhonijeme djece  ) en Ilica Street , y ella utilizó una morgue local como su estudio (mientras tanto, su antiguo maestro de Ozalj Ivan Muha-Otoić se convirtió en director del Instituto en 1895).
El repertorio de Raškaj era peculiar en ese momento: pintaba pinturas macabras de naturaleza muerta , acuarelas con objetos inusuales, como una estrella de mar , un cofre de joyas de plata, y aún más interesantes, pares de objetos como una rosa roja y un búho , o un Langosta y un abanico .     

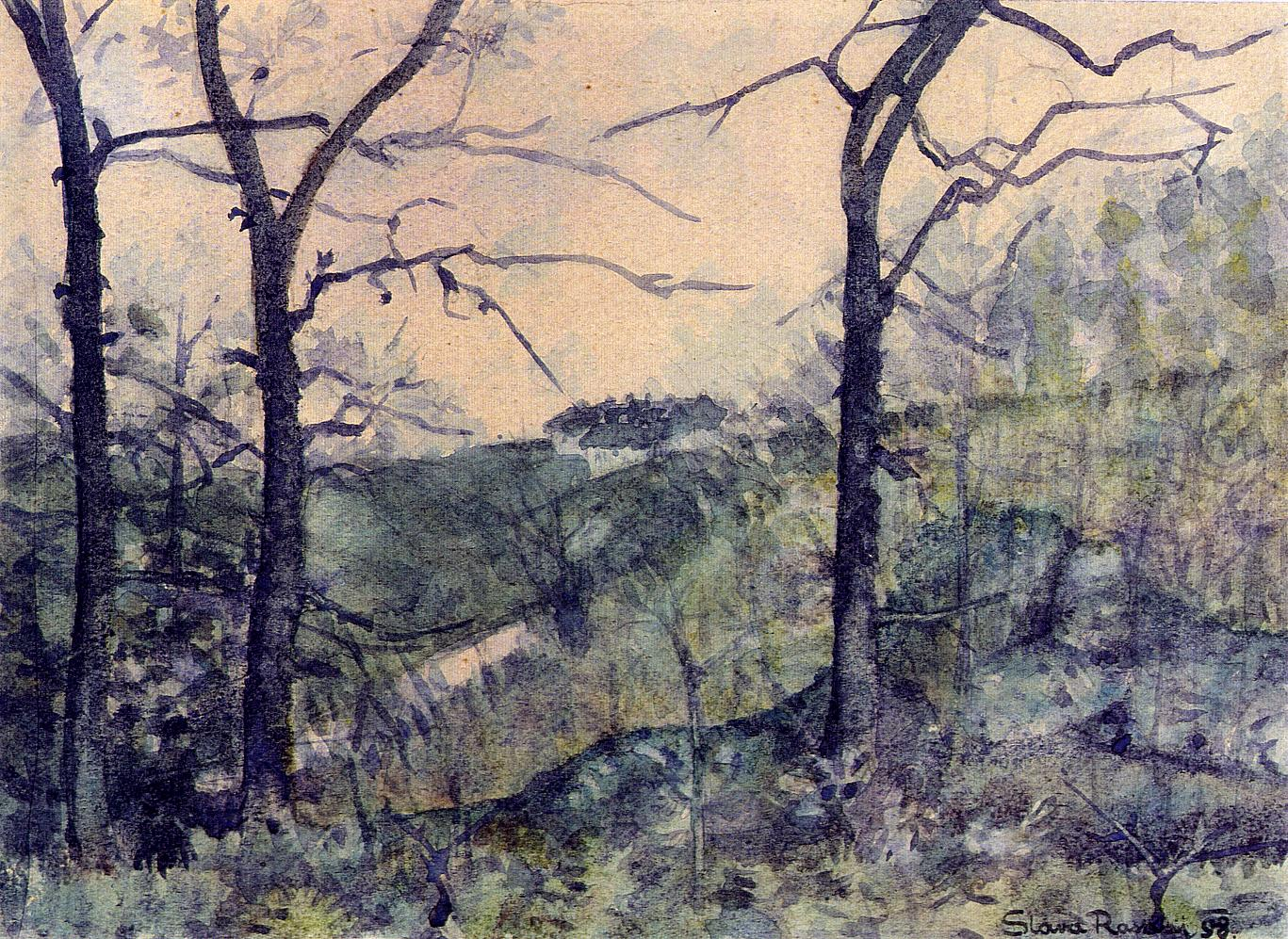
Una vista de Osalj (1898)

A fines de la década de 1890, comenzó a pintar en plein air , representando escenas al aire libre del Jardín Botánico de Zagreb , el Parque Maksimir y otros parques de la ciudad, con tonos y colores algo más claros.   En 1899 regresó a su ciudad natal de Ozalj y continuó pintando al aire libre, lo que también era inusual en ese momento.  Sus pinturas más valiosas fueron creadas en la década de 1890, incluyendo obras como Autorretrato , Primavera en Ozalj , The Old Mill y otros.  Sus obras se expusieron públicamente por primera vez en el Pabellón de Arte en Zagreb poco después de su apertura en 1898, donde se presentaron seis de sus acuarelas junto con las obras de reconocidos pintores como Menci Klement Crnčić y Vlaho Bukovac.  Sus pinturas también se exhibieron en San Petersburgo , en Moscú y en la Exposición Universal de París en 1900, donde se exhibieron cinco de sus pinturas.  
En 1900 comenzaron a aparecer los primeros síntomas de depresión .  Ella fue hospitalizada, pero poco después fue dada de alta para la atención domiciliaria .  Sin embargo, su condición se deterioró aún más y Slava fue finalmente institucionalizada en un hospital psiquiátrico en Stenjevec en 1902.  Dejó de pintar por completo en sus últimos años y murió el 29 de marzo de 1906 a causa de la tuberculosis .  

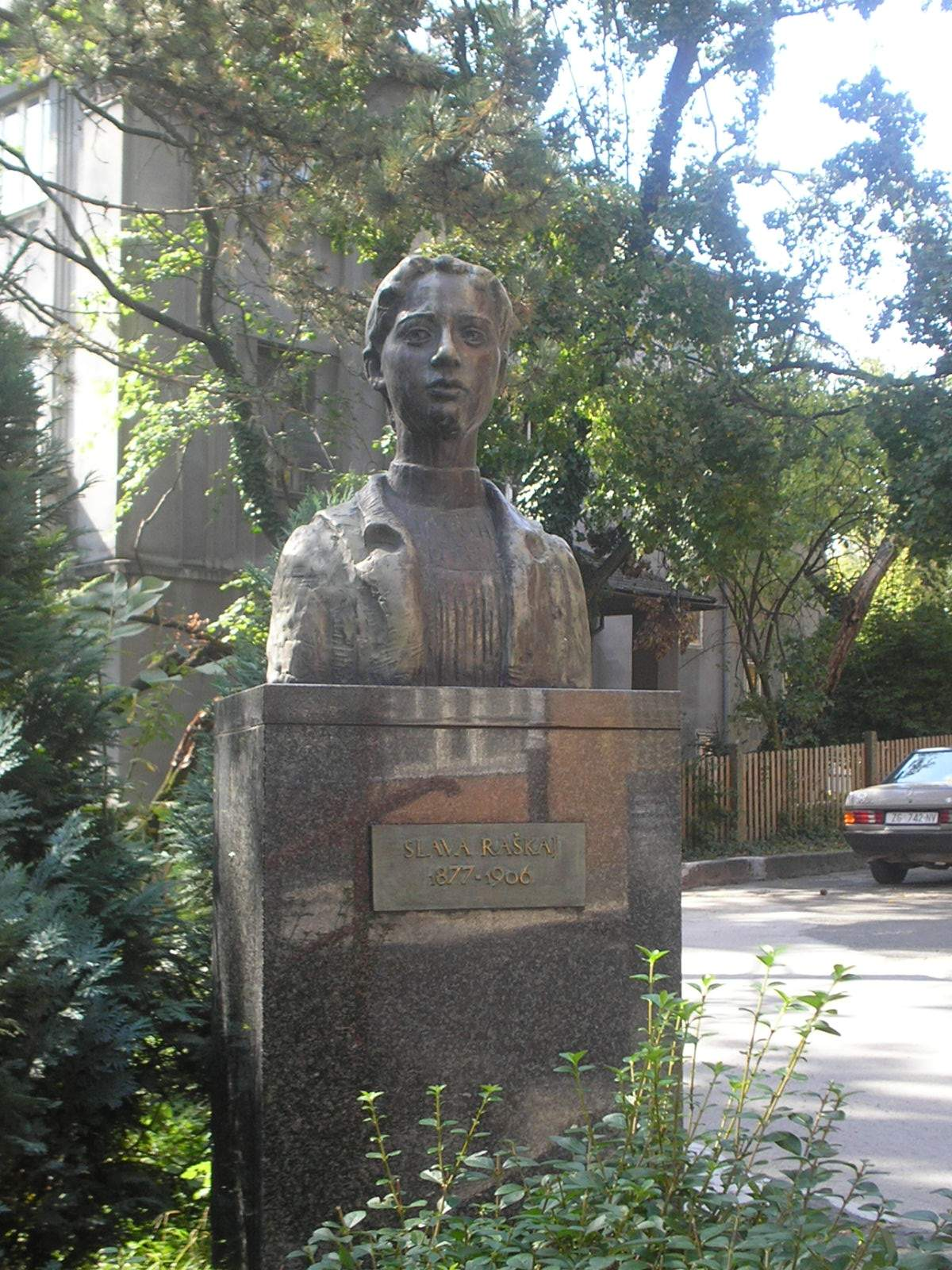
El busto de Slava Raškaj en Zagreb

En 1902, debido a la depresión crónica, la agresión y otros síntomas psicológicos, fue institucionalizada.  Murió el 29 de marzo de 1906. 

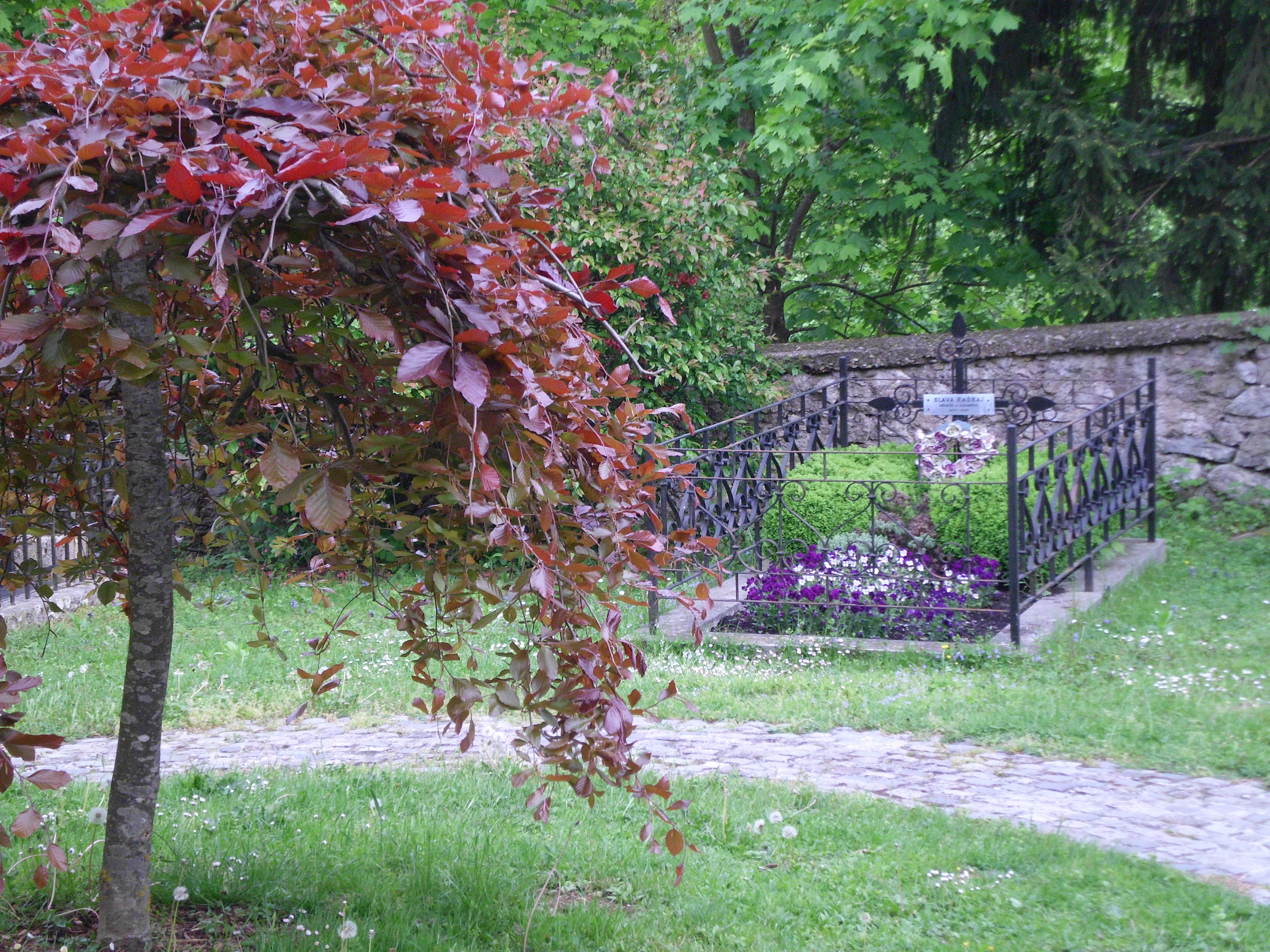
La tumba de Slava Raškaj en Ozalj

## Trabajos seleccionados
- “Stablo u snijegu” (Árbol en la nieve)
- "Rano proljeće" (principios de primavera)
- “Proljeće u Ozlju” (Primavera en Ozalj)
- “Zimski pejsaž” (paisaje de invierno)
- "Lopoči" ( lirios de agua )

## Legado
La primera exposición dedicada a su trabajo tuvo lugar en 1957 en Zagreb.  Sus acuarelas impresionistas pintadas después de 1900 están consideradas entre las mejores del arte croata.
Una película croata sobre su polémica relación con Sesija titulada 100 Minutes of Glory dirigida por Dalibor Matanić fue estrenada en 2004, y se inauguró una gran exposición retrospectiva con 185 de sus obras en la Galería Klovićevi Dvori en Zagreb, entre mayo y agosto de 2008.  
En diciembre de 2000, el Banco Nacional de Croacia emitió una moneda conmemorativa de plata con la imagen de Slava Raškaj, en su serie Mujeres Famosas de Croacia ( Znamenite Hrvatice ), junto con la escritora infantil Ivana Brlić-Mažuranić y la noble del siglo XVII Katarina Zrinska . El Centro Educativo Slava Raškaj, en Zagreb, se especializa en la educación práctica y profesional inclusiva para estudiantes sordos y con discapacidades de comunicación.